# Genil
Genil (španělsky Río Genil) je řeka na jihu Španělska v Andalusii. Její délka činí 250 km. Povodí má rozlohu 8700 km².

## Průběh toku
Pramení v pohoří Sierra Nevada na severních svazích Mulhacénu. Protéká Andaluskými horami a na dolním toku Andaluskou nížinou. Ústí zleva do Guadalquiviru.

## Vodní stav
Průměrný průtok činí přibližně 40 m³/s. Nejvyšší vodnosti dosahuje v zimě a na jaře.

## Využití
Voda se využívá na zavlažování. Na řece byly vybudovány přehradní nádrže a vodní elektrárny. Leží na ní města Granada, Loja, Puente Genil, Écija.